# All-Pro Basketball League Teams
De All-Pro Basketball League Teams waren twee ploegen die gedurende twee seizoenen werden samengesteld uit de beste aanvallers en verdedigers uit de Belgische eerste klasse basketbal. De teams bestonden uit een aanvallende en een verdedigende ploeg. Na twee seizoenen werden deze niet meer verkozen.

## Erelijst
| Seizoen | Aanvallend team | Aanvallend team      |                    | Verdedigend team | Verdedigend team |
| Seizoen | Speler          | Club                 | Speler             | Club             |                  |
| ------- | --------------- | -------------------- | ------------------ | ---------------- | ---------------- |
| 2017/18 | Dušan Đorđević  | BC Oostende          | Paris Lee          | Antwerp Giants   |                  |
| 2017/18 | Garlon Green    | Belfius Mons-Hainaut | Bill Amis          | Okapi Aalst      |                  |
| 2017/18 | Jean Salumu     | BC Oostende          | Jean Salumu        | BC Oostende      |                  |
| 2017/18 | Chase Fieler    | BC Oostende          | Jean-Marc Mwema    | BC Oostende      |                  |
| 2017/18 | Seth Tuttle     | Spirou Charleroi     | Tonye Jekiri       | BC Oostende      |                  |
| 2018/19 | Paris Lee       | Antwerp Giants       | Paris Lee          | Antwerp Giants   |                  |
| 2018/19 | Matt Mobley     | Spirou Charleroi     | Clifford Hammonds  | Spirou Charleroi |                  |
| 2018/19 | Jae'Sean Tate   | Antwerp Giants       | Jean-Marc Mwema    | BC Oostende      |                  |
| 2018/19 | Amin Stevens    | Basic-Fit Brussels   | Ibrahima Fall Faye | Leuven Bears     |                  |
| 2018/19 | Ismaël Bako     | Antwerp Giants       | Ismaël Bako        | Antwerp Giants   |                  |